# Małgorzata Możdżyńska-Nawotka
Małgorzata Możdżyńska-Nawotka – historyk sztuki, kostiumolog i tłumacz. Kształciła się na Uniwersytecie Wrocławskim oraz na Uniwersytecie Stanowym w Ohio (USA). Pracownik Muzeum Narodowego we Wrocławiu, opiekun kolekcji tkanin i ubiorów; autorka książek Ubiory kobiece 1840-1939 oraz O modach i strojach (Wrocław 2002, 2005).